# جاكوب دودمان
جاكوب ستانلي دودمان (بالإنجليزية: Jacob Stanley Dudman)‏، من مواليد 22 أغسطس 1997، المعروف أيضًا باسم جاكوب دودمان (بالإنجليزية: Jacob Dudman)‏، هو ممثل إنجليزي. معروف بأدواره في برامج نتفليكس الغريب (2020)، سيفين كينغس مست داي (2023)، مديشي (2019)، القدر: وينكس ساغا (2021-2022) و سلسلة بي بي سي آي بلاير قائمة أ (2018)؛ بالإضافة إلى العديد من الأعمال الدرامية الصوتية دكتور هو لـ إنتاجات كبيرة في النهاية.
حضر مدرسة سانت أيدان في كنيسة إنجلترا الثانوية. ثم درس الإنتاج السينمائي في كلية لندن للاتصالات، فرع جامعة لندن للفنون.

## روابط خارجية
- جاكوب دودمان على موقع IMDb (الإنجليزية)
- جاكوب دودمان على موقع روتن توميتوز (الإنجليزية)
- جاكوب دودمان على موقع ألو سيني (الفرنسية)
- جاكوب دودمان على موقع ميوزك برينز (الإنجليزية)
- جاكوب دودمان على موقع ديسكوغز (الإنجليزية)
- جاكوب دودمان على موقع قاعدة بيانات الفيلم (الإنجليزية)